# ویلیام ای. پفر
ویلیام آلفرد پفر (به انگلیسی: William Alfred Peffer) سناتور سابق عضو حزب مردم بود. وی در سال ۱۸۹۱ تا ۱۸۹۷ میلادی سناتور ایالت کانزاس در سنای ایالات متحده آمریکا بود.